# HMS Curacoa (1878)
Pour les autres navires du même nom, voir HMS Curacoa.
Le HMS Curacoa est une corvette de classe Comus de la Royal Navy.

## Construction
La classe Comus qui comprend neuf navires est conçue par Nathaniel Barnaby. Les trois navires construits par Chatham Dockyard diffèrent des six construits par J. Elder & Co. comme le Curacoa par le fait qu'ils sont gréés en barque, plutôt qu'un gréement de navire complet, et ont des moteurs à 4 cylindres plutôt qu'à 3 cylindres ; ce quatrième cylindre est l'œuvre de la société Humphrys, Tennant and Dykes.

## Histoire
La corvette commence son service à la station du Cap de Bonne-Espérance et de l'Afrique de l'Ouest. Elle est transférée à l'Australia station à la place du HMS Opal en arrivant le 5 août 1890. Elle quitte l'Australie en décembre 1894.
En 1885, le HMS Constance relève à Hong Kong le Curacoa, qui doit être réparé.
Le Curacoa est envoyé aux îles Ellice : entre le 9 et le 16 octobre 1892, le capitaine Gibson visite chacune des îles pour faire une déclaration formelle selon laquelle les îles doivent devenir un protectorat britannique. En juin 1893, le capitaine Gibson visite le sud des îles Salomon et fait la déclaration officielle du protectorat britannique des îles Salomon.
Le HMS Collingwood entre accidentellement en collision avec le HMS Curacoa dans le port de Plymouth le 23 janvier 1899. Le Curacoa est endommagé gravement, tandis que le Collingwood n'est pas endommagé de manière significative.
Pendant ses dernières années, le HMS Curacoa est un croiseur-école. En février et mars 1900, il visite Madère, Las Palmas et São Vicente, au Cap-Vert.
Il est vendu en mai 1904 à King de Garston (en) pour démolition.